# Yumiko Shaku
Yumiko Shaku (釈由美子 Shaku Yumiko?, nacida el 12 de junio de 1978, en  Tokio) es una actriz, modelo y ex gravure idol japonesa. Está representada por Tommy's Artist Company.

## Filmografía

### Televisión
- 2019: Kamen Rider Zi-O (Yuko Kitajima / Another K iv a ; Episodio 35-36, 2019)
- 2014: Lost Days no Himitsu (Fuji Television)
- 2014: Nezumi, Edo wo Hashiru (NHK; Episodio 2, 16 de enero de 2014)
- 2013: Doctor X (TV Asahi; Episodio 4, 11 de noviembre de 2013)
- 2013: Apoyan - Hashiru Kokusai Kuukou (Tokyo Broadcasting; Episodio 8, 7 de marzo de 2013)
- 2013: Kodomo Keishi (MBS / TBS (Tokyo Broadcasting))
- 2012: Maguma (WoWoW)
- 2012: Lucky Seven (Fuji Television; Episodio 8, 5 de marzo de 2012)
- 2012: Deka Kurokawa Suzuki (Yomiuri Television con NTV; Episodio 1, 5 de enero de 2012)
- 2011: Nazotoki wa Dinner no Ato de (Fuji Television; Episodio 2, 25 de octubre de 2011)
- 2011: BOSS 2 (Fuji Television; Episodio 1-2, 14 de abril de 2011)
- 2011: Kokuhatsu~Kokusen Bengonin (TV Asahi; Episodios 1-2,7-8; enero de 2011)
- 2010: Mori no Asagao (Tokyo TV; Episodio 4, 5)
- 2010: Rikon Syndrome: Tsuma ni ima sugu detette! to iwaretara (NHK, 30 de junio de 2010)
- 2009: LOVE GAME
- 2009: Konkatsu!
- 2009: Ketsuekigata betsu onna ga kekkon suru hôhô (episodio tipo B)
- 2009: Kamen Rider G
- 2008: Team Batista no Eiko
- 2008: Bara no nai Hanaya
- 2007: Galileo (Episodio 8)
- 2007: Himitsu no Hanazono
- 2006: Shichinin no onna bengoshi
- 2005: Kiken na Aneki
- 2004: Kurokawa no Techou
- 2004: Sky High 2
- 2003: Sky High
- 2003: Stand Up!!
- 2002: Ikiru Tame no Jonetsu Toshite no Satsujin

### Películas
- 2014: Aibou III (28 de abril de 2014)
- 2013: Tiger Mask
- 2012: Little Maestra
- 2010: Saraba Itoshi no Daitouriyou
- 2008: Ginmaku ban Sushi ôji!: New York e iku
- 2005: Henshin
- 2003: Sky High
- 2003: Godzilla x Mothra x Mechagodzilla: Tokyo S.O.S.
- 2002: Godzilla x Mechagodzilla
- 2001: Lady Snowblood